# Wilhelm Dommes
Wilhelm Dommes (Barent 16 de abril de 1907 - Hannover 23 de enero de 1990) fue un comandante de submarino alemán en la Segunda Guerra Mundial que recibió la Cruz de Caballero de la Cruz de Hierro de la Kriegsmarine. Dommes fue el primer comandante de la base de submarinos en la antigua base de hidroaviones británicos en Penang, donde se desempeñó como jefe de la región del sudeste asiático, el único escenario donde fuerzas alemanas y japonesas lucharon juntas

## Biografía
Nació en Buchberg, en el distrito de Berent, Prusia Occidental, el 16 de abril de 1907. Tras servir en la marina mercante, el 23 de enero de 1933 se enroló en la Kriegsmarine como Offiziersanwäter, siendo ascendido a alférez el 1 de abril del mismo año. Los primeros años de servicio los pasó a bordo del crucero ligero Nürnberg, pasando luego al crucero de batalla Scharnhorst, donde estuvo al estallar la Segunda Guerra Mundial. Ascendido a Kapitänleutnant el 1 de julio de 1938, en abril de 1940 fue transferido a la especialidad de submarinos. El 5 de abril de 1941 tomó el mando del submarino U-431, distinguiéndose en el Mar Mediterráneo al ser condecorado con la Cruz de Hierro de primera clase el 10 de febrero de 1942, y la Cruz de Caballero de la Cruz de Hierro. el 2 de diciembre del mismo año. El gobierno italiano también quiso premiarlo, condecorándolo con la Medalla de Bronce al Valor Militar el 29 de julio de 1942, a la que siguió la medalla de plata el 29 de mayo de 1943.
Dejando el mando del U-431 el 6 de enero de 1943,  fue ascendido el 1 de febrero a Korvettenkapitän, y el 22 del mismo mes tomó el mando del submarino U-178 . El 28 de marzo de 1943 zarpó de Burdeos al mando del U-178 en ruta hacia el Lejano Oriente, llegando a Penang, Malasia cinco meses después. Una vez que llegó a Malasia, asumió el mando de la base naval alemana recién establecida, cuyo mando naval se llamaba Gruppe Monsun. Además de la base principal en Penang, había bases de apoyo más pequeñas en Singapur, Yakarta Surabaya y Kobe . Este comando debía coordinar el transporte de materiales estratégicos desde Europa a Japón, y viceversa, mientras realizaba misiones de guerra contra barcos enemigos. En enero de 1945 se trasladó a Singapur para coordinar mejor las misiones submarinas bajo su mando, que incluían también barcos pertenecientes a la Royal Navy capturados por los alemanes tras el armisticio del 8 de septiembre de 1943, permaneciendo allí hasta la firma de la capitulación alemana. el 8 de mayo de 1945. Internado por las autoridades japonesas, quienes se apoderaron y confiscaron todos los barcos presentes en esa zona, fue trasladado a Japón, para ser liberado por los aliados en el momento de la capitulación japonesa en agosto de 1945. Al regresar a su tierra natal, abandonó la carrera militar y murió en Hannover el 23 de enero de 1990.

## Condecoraciones
- Premio al servicio prolongado de la Wehrmacht de tercera clase (23 de enero de 1937)[7]
- Medalla conmemorativa del regreso de los Sudetes del 1 de octubre de 1938 (6 de septiembre de 1940)[7]
- Cruz de hierro (1939)
  - 2.ª clase (29 de noviembre de 1939)[7]
  - Primera clase (10 de febrero de 1942)[7]
- Insignia de guerra de submarinos (1939) (10 de febrero de 1942)[7]
- Medaglia di bronzo al Valore Militare (27 de julio de 1942)[7]
- Medalla de plata al valor militar (29 de mayo de 1943)[8]
- Cruz de Caballero de la Cruz de Hierro el 2 de diciembre de 1942 como Kapitänleutnant y comandante del U-431 [9][10]
- Cruz al Mérito de Guerra con Espadas
  - 2.ª clase (30 de enero de 1945)[8]
  - Primera clase (20 de abril de 1945)[8]
- Broche delantero del submarino (5 de marzo de 1945)